# Adenes obesus
Adenes obesus är en insektsart som beskrevs av Karsch 1891. Adenes obesus ingår i släktet Adenes och familjen vårtbitare. Inga underarter finns listade i Catalogue of Life.